# Echium pininana
Echium pininana (Riesen-Natternkopf), span. Pininana, ist eine bis zu vier Meter hohe krautige Pflanze und eine der größten Echium-Arten. Sie war ursprünglich auf der  Kanarischen Insel La Palma endemisch.

## Merkmale

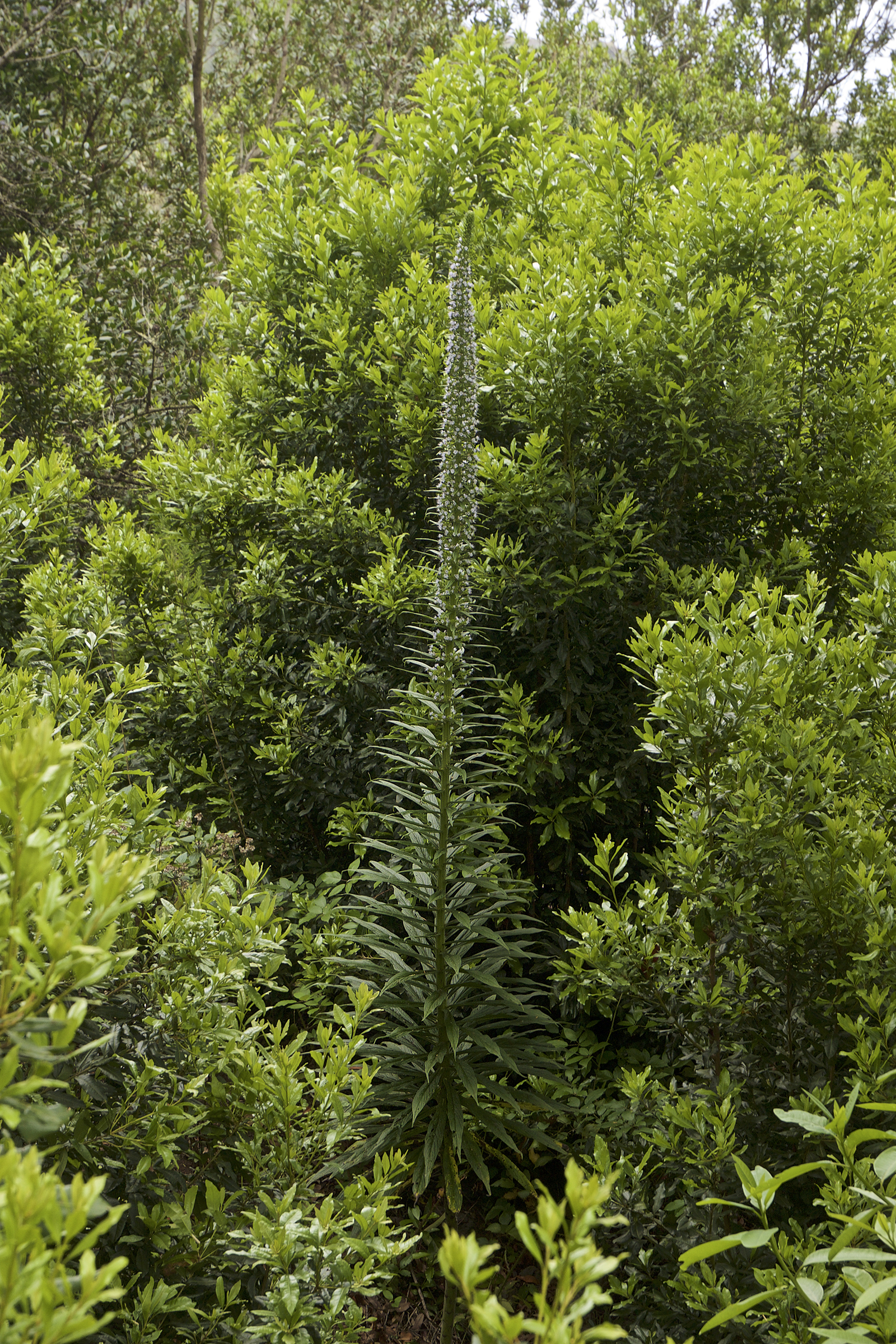
Habitus

Die Pflanze bildet einen einzigen, bis zu 75 cm hohen, unverzweigten Stamm, auf dem die Blattrosette sitzt. Die Blätter sind eiförmig bis lanzettlich und werden bis 50 cm lang und 6–10 cm breit. Der Blütenstand wird bis zu 4 m hoch und ist durchblättert. Die Blüten sind bis zu 13 mm lang. Sie sind in der Regel blau bis blauviolett, seltener weiß mit blauen Adern.

## Vorkommen und Verbreitung
Der Riesen-Natternkopf war ursprünglich endemisch auf der Kanaren-Insel La Palma. Er wächst dort in den Lorbeerwäldern im Nordosten der Insel an nur wenigen Standorten in etwa 600 m über Meereshöhe, z. B. Cubo de la Galga, Barranco des Los Tilos und Monte de Barlovento. Er ist dort selten. Inzwischen ist die Pflanze auch als Zierpflanze verbreitet. In wintermilden Regionen kann die Pflanze mit Nässeschutz sogar den Winter überleben. In Südengland z. B. ist die Pflanze vielerorts anzutreffen. Temperaturen bis −4° sollen ihr nichts ausmachen, doch ist eine Überwinterung in einem hellen frostfreien Gewächshaus sicherer.
Die Art bevorzugt halbschattige, relativ trockene Standorte auf durchlässigem Boden im Lorbeerwald. Der Boden darf jedoch nie ganz austrocknen. Die Art braucht bis zu vier Jahre, bis der Blütenstand ausgebildet wird. Nach der Blüte stirbt die Pflanze langsam ab und bildet reichlich Samen (meist mehrere hundert).

## Gefährdung und Schutzmaßnahmen
Obwohl der Bestand dieser Art abnimmt, sind noch keinerlei konkrete Gefährdungssituationen bekannt. Diese Art ist in Spanien als besonders schützenswert eingestuft und kommt in verschiedenen Schutzgebieten vor.